# Jerzyk palmowy
Jerzyk palmowy (Cypsiurus parvus) – gatunek małego ptaka z rodziny jerzykowatych (Apodidae). Zasiedla Afrykę Subsaharyjską oraz południowo-zachodnią część Półwyspu Arabskiego. Nie jest zagrożony.

## Taksonomia
Gatunek został opisany w 1823 roku przez niemieckiego lekarza, odkrywcę i zoologa Martina Lichtensteina pod nazwą Cypselus parvus. Okaz, na podstawie którego opisano gatunek, pochodził z Nubii.
Jerzyk palmowy jest blisko spokrewniony z jerzykiem jaskółczym (Cypsiurus balasiensis), dawniej były one uznawane za ten sam gatunek. W 2019 roku z Cypsiurus parvus wydzielono dwa podgatunki zamieszkujące Madagaskar (gracilis) i Komory (griveaudi) do osobnego gatunku o nazwie jerzyk skromny (Cypsiurus gracilis).
Obecnie wyróżnia się 6 podgatunków Cypsiurus parvus:
- C. p. parvus (M.H.C. Lichtenstein, 1823) – Senegal i Gambia do północnej Etiopii oraz południowo-zachodni Półwysep Arabski
- C. p. brachypterus (Reichenow, 1903) – Sierra Leone do północno-wschodniej Demokratycznej Republiki Konga i Angoli, wyspy na Zatoce Gwinejskiej
- C. p. myochrous (Reichenow, 1886) – południowy Sudan do północno-wschodniej RPA
- C. p. laemostigma (Reichenow, 1905) – południowa Somalia do środkowego Mozambiku
- C. p. hyphaenes Brooke, 1972 – północna Namibia i północna Botswana
- C. p. celer Clancey, 1983 – południowy Mozambik do wschodniej RPA.

## Morfologia
Jest to mały ptak, mierzy około 16 cm, w tym ogon o długości do 9 cm; waży 10–18,1 g. Ogólnie cały jest beżowobrązowy, z ciemniejszymi lotkami. Mocno rozwidlony ogon oraz spiczaste skrzydła.

## Rozród

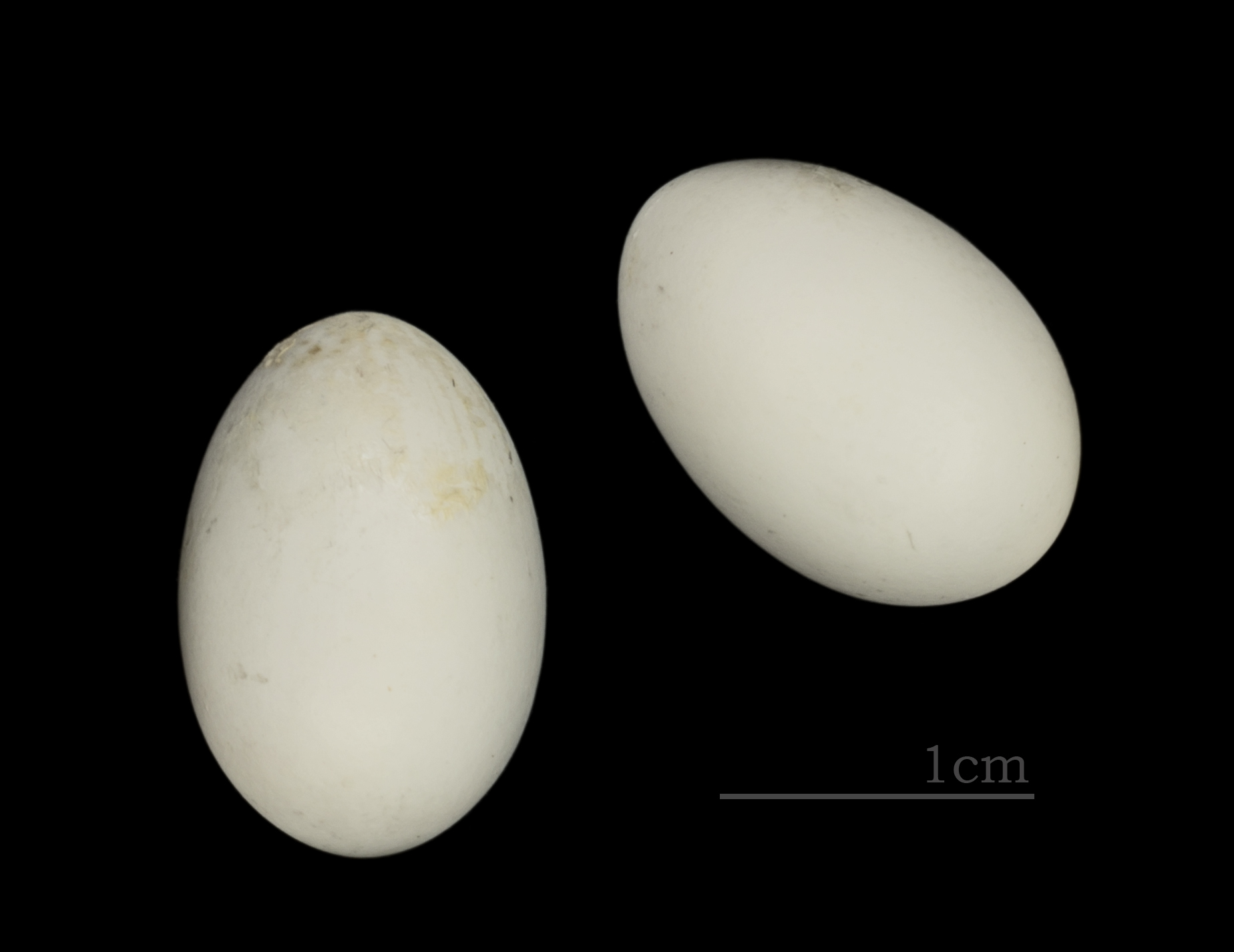
Jaja z kolekcji muzealnej

Monogamiczny. Gniazduje zwykle na palmach, niekiedy także na strukturach zbudowanych przez człowieka (wysokich mostach, pod dachami i strzechami). Składa 2 jaja w gnieździe zbudowanym z piór zlepionych śliną. Służy ona również jerzykom do przytwierdzenia gniazda do liścia i jaja do gniazda. W trakcie inkubacji jaja ułożone są pionowo. Po wykluciu młode wczepiają się pazurami w gniazdo, aż nauczą się latać.

## Status
W Czerwonej księdze gatunków zagrożonych IUCN jerzyk palmowy jest klasyfikowany jako gatunek najmniejszej troski (LC – Least Concern). Liczebność populacji nie została oszacowana, ale ptak ten opisywany jest jako pospolity, lokalnie bardzo liczny. BirdLife International ocenia trend liczebności populacji jako wzrostowy ze względu na poszerzenie zasięgu występowania tego gatunku spowodowane głównie sadzeniem palm Washingtonia robusta.